# لس کورتس
لِس کورتْس (کاتالان: Les Corts تلفظ در کاتالان: [ləs ˈkoɾts]) یکی از بخش‌های شهر بارسلون، پایتخت کاتالونیا در پادشاهی اسپانیا است و در شمال مرکزی آن واقع شده‌است.